# یواس‌اس آیس کینگ (آی‌دی-۳۱۶۰)
یواس‌اس آیس کینگ (آی‌دی-۳۱۶۰) (به انگلیسی: USS Ice King (ID-3160)) یک کشتی است که طول آن ۳۹۲' ۶" می‌باشد. این کشتی در سال ۱۹۱۷ ساخته شد.